# Jiangzhai
Il sito di Jiangzhai (in cinese 姜寨遗址, Jiāngzhài yízhǐ) è un sito archeologico ove si estendeva un villaggio neolitico della cultura di Yangshao (tipici insediamenti di questa cultura sono Banpo e Miaodigou) nel distretto di Lintong presso Xi'an, nella provincia cinese dello Shaanxi.
Il villaggio è datato al periodo 4600-4400 a.C. e fu scavato negli anni 1972-1979.
Vi furono ritrovate abitazioni, un forno per la cottura della ceramica e tombe.
Il sito di Jiangzhai dal 1996 è inserito nella lista dei monumenti della Repubblica popolare cinese (numero 4-20).